# Rainer Müller (Ingenieur)
Rainer Müller  (* 1933 in Sachsen; † etwa 2005 in Leipzig) war ein deutscher Ingenieur und Professor für Automatisierungstechnik mit den Spezialisierungen Stelltechnik und Projektierung sowie Mitbegründer der Ausbildung von Diplom-Ingenieuren für Automatisierungsanlagen in Deutschland.

## Leben und Wirken
Rainer Müller wurde 1933 in Sachsen geboren. Von 1939 bis 1947 besuchte er eine Volksschule sowie anschließend eine Oberschule und erwarb dort 1951 das Abitur. Sein Studium in der Fachrichtung Wärmetechnik absolvierte er an der Technischen Hochschule Dresden. Er fand  hier zugleich enge Verbindungen zum Institut für Regelungstechnik (Direktor: Heinrich Kindler). Den Abschluss als Diplom-Ingenieur (Dipl.-Ing.) erlangte er 1957 in der Fachrichtung Wärmetechnik mit der Spezialisierung für Mess-, Steuer- und Regelungstechnik.
Seinem Studium folgte ab 1957 der Berufseinstieg mit einer ingenieurpraktischen Tätigkeit als Entwicklungs- und Projektierungsingenieur für Regelungs- und Stelltechnik in den Geräte- und Regler-Werken (GRW) in Teltow bei Berlin. 1961 wechselte er in den Betrieb Energieprojektierung Berlin, wo er als Projektierungsingenieur praktisch tätig war.
Ab 1965 nahm Müller eine wissenschaftliche Tätigkeit an der Technischen Hochschule Ilmenau im Institut für Regelungstechnik auf (Direktor: Karl Reinisch). In dieser Zeit erarbeitete er auch seine Dissertation zum Thema Stelltechnik, mit der er 1970 zum Doktor-Ingenieur (Dr.-Ing.) promovierte. Parallel absolvierte er ein Zusatzstudium im Fach Ingenieurpädagogik.
Danach wurde er als Hochschuldozent (entsprach C3-Professor) an die Ingenieurhochschule nach Jena berufen und setzte hier seine Tätigkeit auf dem Fachgebiet Automatisierungstechnik fort. Insbesondere erarbeitete er während dieser Zeit seine Habilitationsschrift zur Projektierung der Automatisierung verfahrenstechnischer Anlagen. 1974 erfolgte seine Promotion zum Doktor der Wissenschaften (Doctor scientiae technicarum,  Dr. sc. techn.) an der TH Magdeburg; 1990 Umwandlung des „Dr. sc. techn.“ in „Dr.-Ing. habil.“. Hier in Magdeburg hat er auch seine Lehrbefähigung (facultas docendi) für das Fachgebiet Automatisierungstechnik erworben.

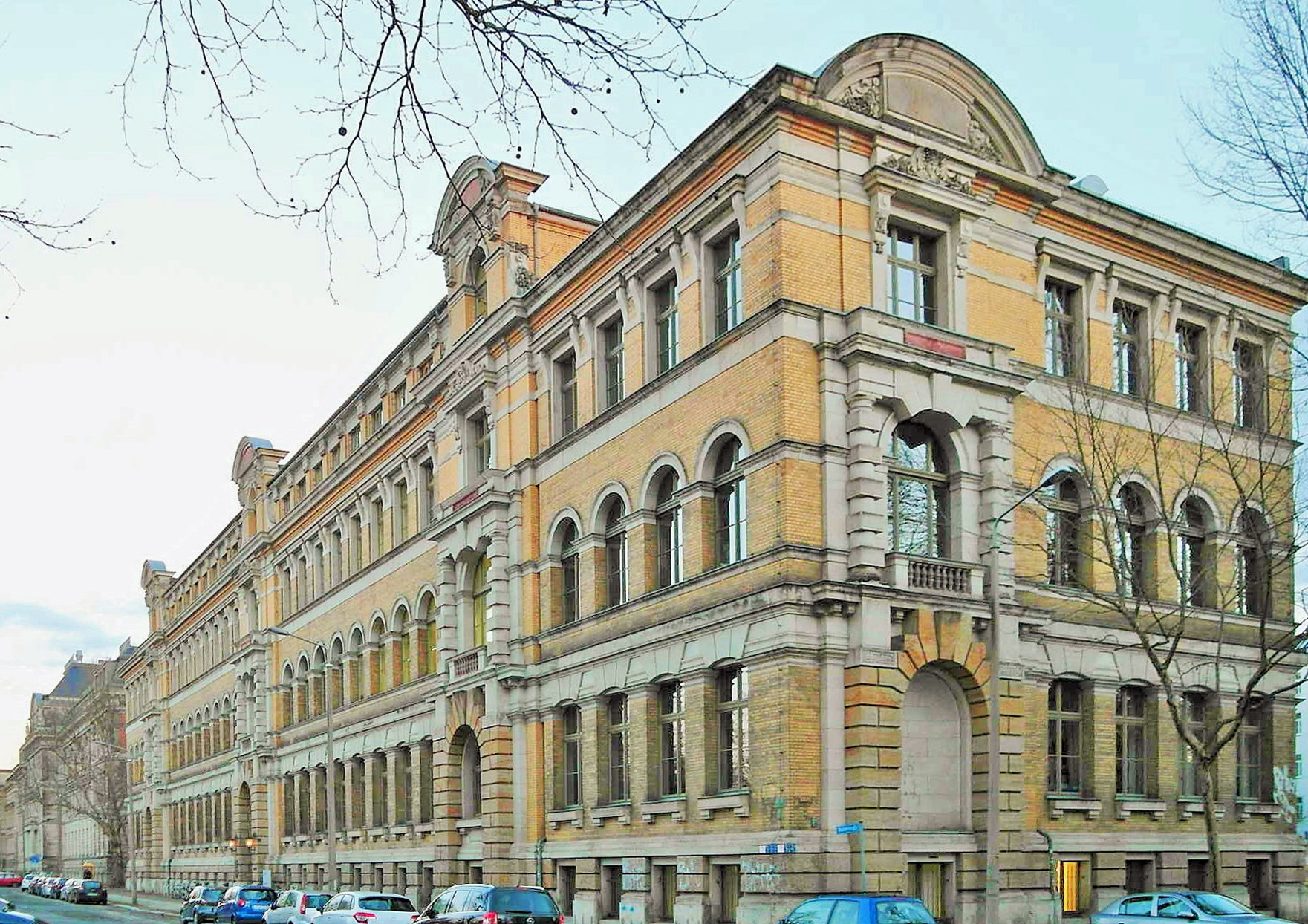
Leipzig, Wächterstraße 13, ehemaliges Gebäude der TH Leipzig für die beiden Sektionen Automatisierungsanlagen und Elektroenergieanlagen, heute Wiener-Bau: Fakultätsgebäude der HTWK

Im Jahre 1975 erfolgte die Berufung von Rainer Müller zum ordentlichen Professor für Projektierung von Automatisierungsanlagen an die Ingenieurhochschule in Leipzig, der 1977 der Status Technische Hochschule Leipzig (THL) verliehen wurde. Er setzte hier in der Sektion Automatisierungsanlagen (Direktor: Werner Richter) seine in Ilmenau und Jena begonnenen Vorlesungen und Seminare in den Fächern Projektierung, Stelltechnik sowie Verfahrenstechnik für Studierende des Elektroingenieurwesens fort.
Die weiteren Forschungs- und Entwicklungsarbeiten von Müller bezogen sich auf neuartige Stelltechnik (Patente angemeldet). Weiterhin erfolgten grundlegende Forschungen und Anwendungen zur Projektierung von Automatisierungsanlagen. Er entwickelte dieses Fachgebiet Projektierung von Automatisierungsanlagen wissenschaftlich völlig neu, wobei er insbesondere von dem habilitierten Hochschuldozenten Heinz Wolf und dem Steuerungsspezialisten Jochen Alder sowie weiteren Mitarbeitern unterstützt wurde.
Als Leiter des Wissenschaftsbereiches Projektierung in der Sektion Automatisierungsanlagen hat Müller die Ausbildung von Diplom-Ingenieuren in der im deutschsprachigen Raum einmaligen Spezialisierung für Automatisierungsanlagen maßgeblich mit aufgebaut und aktiv gestaltet. An der TH Leipzig hat sich in diesem Zeitraum im engen Zusammenwirken mit der Sektion Elektroenergieanlagen (Direktor: Siegfried Altmann) die technologische Profillinie Anlagen des Elektroingenieurwesens in Ausbildung und Forschung herausgebildet.
Ein Novum und eine Besonderheit in der DDR war in der Sektion Automatisierungsanlagen der 1980 gegründete Industrie-Hochschul-Komplex Anlagenautomatisierung (IHK). Die  drei Industriebetriebe bzw. Kombinate Geräte- und Regler-Werke Leipzig, Chemieanlagenbau Leipzig-Grimma und Starkstromanlagenbau Leipzig-Halle sowie auch die TH Leipzig finanzierten gemeinsam die Personalstellen und Sachkosten des IHK, so dass die hier beschäftigten Ingenieure kurzfristig Probleme im Sinne von Projektierung (Lehrstuhl Müller) und Technologietransfer (Lehrstühle Richter, Balzer, Ehrlich, Kriesel) lösen konnten. Dieser IHK wurde durch den a. o. Professor und ehemaligen Werkleiter Werner Bennewitz geleitet, durch den Prorektor für Natur- und Technikwissenschaften Dietrich Balzer gefördert und hatte zuletzt 60 feste Mitarbeiterstellen; er wurde im Zuge der deutschen Wiedervereinigung von 1990 aufgelöst. Das damalige IHK-Konzept ähnelte in seiner Funktion und Struktur der heutigen Drittmittelforschung in einem An-Institut mit Transferaufgaben von der Forschung in die Anwendung.
Müller bewältigte eine beachtliche Aufgabenfülle einschließlich wissenschaftlich-gesellschaftlicher Funktionen, die er wahrgenommen hat. Er wirkte insbesondere in der Wissenschaftlich-technischen Gesellschaft Mess- und Automatisierungstechnik (WGMA) in der Kammer der Technik Berlin (Präsidentin: Dagmar Hülsenberg). Mit der Wiedervereinigung sind diese Kontakte in die VDI/VDE-Gesellschaft Mess- und Automatisierungstechnik (GMA) in Düsseldorf und Frankfurt am Main übergegangen.
Diese Kooperationen ermöglichten ihm, gemeinsam mit den anderen Wissenschaftsbereichen seiner Sektion, auch umfangreiche Forschungsprojekte in Zusammenarbeit mit der Automatisierungsindustrie aufzunehmen, insbesondere konzentriert auf den Schwerpunkt "Vorlauf für künftige Automatisierungsanlagen" (Geräte- und Regler-Werke Teltow).
Insgesamt hat Müller dem von ihm geleiteten Wissenschaftsbereich Projektierung in der Sektion Automatisierungsanlagen der TH Leipzig durch die spezielle Anwendungsorientierung hohe Anerkennung im In- und Ausland verschafft. Damit haben er und seine Mitarbeiter eine der größten Hochschuleinrichtungen mit ausschließlicher Spezialisierung für die Projektierung von Automatisierungsanlagen im deutschsprachigen Raum geschaffen. Auf seinem Spezialgebiet Projektierung pflegte er besonders enge Arbeitskontakte zur TH Magdeburg und zur TU Dresden (Heinz Töpfer) sowie zur TH Merseburg (Georg C. Brack).
Müller erstellte über 50 Gutachten zu Dissertationen, über 10 Gutachten zu Habilitationen sowie Gutachten für die Wirtschaft.
Er ist Autor und Mitautor von mehr als 10 Lehr- und Fachbüchern mit mehreren Auflagen sowie von etwa 150 Artikeln in Fachzeitschriften und Proceedings. Er hat über 50 Fachvorträge auf wissenschaftlichen Konferenzen im In- und Ausland gehalten. Als Mitinhaber war er an mehr als 20 Patenten beteiligt.
In Zusammenarbeit mit Manfred Engshuber von der Bergakademie Freiberg hat er sich auch speziell mit der Verfahrenstechnik für die Automatisierungstechnik befasst; die Ergebnisse wurden von beiden Autoren gemeinsam in einem Buch zusammengetragen.
Als nach der deutschen Wiedervereinigung die schrittweise Schließung der TH Leipzig in einem Zeitfenster von 1992 bis 1996 beschlossen war und nachdem die Gründung einer Hochschule für Technik, Wirtschaft und Kultur (HTWK) für 1992 feststand (Gründungsrektor war sein ehemaliger Mitarbeiter Klaus Steinbock), wechselte Müller in die Landesregierung Brandenburg nach Potsdam. Hier übernahm er Aufgaben auf dem Gebiet des Umweltschutzes.
Rainer Müller war mit Eva Müller verheiratet; aus der Ehe sind die beiden Söhne Karsten Müller (Arzt) und Ingo Müller (Dipl.-Ing.) hervorgegangen.

## Auszeichnungen
- Orden Banner der Arbeit

## Publikationen (Auswahl)
- Mehr als 20 Patente, vorwiegend auf dem Gebiet Stelltechnik, angemeldet im In- und Ausland und von der Industrie genutzt.
- Johannes Müller, Rainer Müller: Stelleinrichtungen für Stoffströme. Verlag Technik, Berlin 1966.
- Automatisierungsanlagen – Zubehör, Warten, Ökonomie und Projektierung. Reihe Automatisierungstechnik, Band 72. Verlag Technik, Berlin 1968, Vieweg Verlag, Braunschweig 1969.
- Verfahrenstechnik und Automatisierung. Reihe Automatisierungstechnik, Band 114. Verlag Technik, Berlin 1971.
- Johannes Müller, Rainer Müller: Fortschritte der Stelltechnik für Stoffströme. Reihe Automatisierungstechnik, Band 139. Verlag Technik, Berlin 1973.
- Projektierung von Automatisierungsanlagen. Reihe Automatisierungstechnik, Band 170. Verlag Technik, Berlin 1975.
- Rainer Müller (Hrsg.), Horst Birnstiel, Werner Kriesel, Hans Podszuweit, Heinz Wolf: Projektierung von Automatisierungsanlagen. Verlag Technik, Berlin 1979, 2. Auflage 1982.
- Manfred Engshuber, Rainer Müller: Grundlagen der Verfahrenstechnik für Automatisierungsingenieure. Deutscher Verlag für Grundstoffindustrie, Leipzig 1979.
- Wissensbasierte Systeme in der Automatisierungstechnik. Hanser Verlag, München; Wien 1992, ISBN 978-3-446-16310-2 (Dietrich Balzer als Hrsg. und zusammen mit Volker May, Rainer Müller, Klaus-Peter Schulze; Beiträge von Volkmar Kirbach u. a.).
- Manfred Engshuber, Rainer Müller, Dieter Schilk, Werner Stölzel: Grundlagen der Verfahrenstechnik für Automatisierungsingenieure. 2. Auflage. Deutscher Verlag für Grundstoffindustrie, Leipzig 1993, ISBN 978-3-342-00484-4.
- Rainer Müller, Werner Bettenhäuser: Stelltechnik für die Anlagenautomatisierung (Lehrbuch). Oldenbourg Industrieverlag, München; Wien 1995, ISBN 978-3-8356-2115-2.